# King of the Minibar
King of the Minibar è il terzo album in studio del gruppo musicale italiano Marti, pubblicato il 3 febbraio 2017.

## Descrizione
La copertina dell'album, il libretto e l'intero artwork sono disegnati e progettati dal noto fumettista Igort.

## Tracce
1. King of the Minibar – 3:36
2. You came you hurt – 4:04
3. Black Waltz – 3:19
4. Vicious game – 3:58
5. Offer You a Secret – 3:45
6. Mr. Sophisticatio – 3:40
7. A cross to be nailed on – 2:58
8. Husband lost at sea – 4:16
9. End in tears – 4:14
10. In my garden – 4:33

## Formazione
- Andrea Bruschi – voce
- Simone maggi – polistrumentista
- Claudia Natili – contrabbasso, basso elettronico